# Резник, Василий Васильевич
Василий Васильевич Резник — советский хозяйственный и государственный деятель, лауреат Государственной премии СССР за выдающиеся достижения в труде.

## Биография
Родился в 1931 году. Член КПСС с 1958 года.
В 1954—1991 — аппаратчик-варщик цеха рафинирования Черкасского сахарорафинадного завода имени М. В. Фрунзе в городе Черкассы Черкасской области.
За большой личный вклад в повышение эффективности агропромышленного производства был в составе коллектива удостоен Государственной премии СССР за выдающиеся достижения в труде 1987 года.
Делегат XXIV съезда КПСС. Член ЦК КПУ (1986—1990).
Жил в Черкассах.

## Награды
- Орден Ленина (19.02.1974)
- прочие ордена и медали